# Euphylidorea phaeostigma
Euphylidorea phaeostigma is een tweevleugelige uit de familie steltmuggen (Limoniidae). De soort komt voor in het Palearctisch gebied.